# Henrik Fleischer (Politiker)
Henrik Fleischer (* 24. April 1963 in Sisimiut) ist ein grönländischer Politiker.

## Leben
Henrik Fleischer, der Jäger und Fischer ist, trat erstmals bei der Parlamentswahl 2014 an. Für die Partii Naleraq erreichte er 64 Stimmen, wodurch er auf dem ersten Nachrückerplatz landete. Als im Oktober 2016 das Kabinett Kielsen II gebildet wurde, rückte Henrik Fleischer für den ins Naalakkersuisut berufenen Hans Enoksen ins Inatsisartut nach. Bei der Kommunalwahl 2017 erzielte er mit 118 Stimmen das einzige Mandat seiner Partei in der Qeqqata Kommunia.
Bei der Parlamentswahl im darauffolgenden Jahr bekam er 143 und damit erneut einen Sitz im Inatsisartut. Nur eine halbe Woche nach der Bildung des Kabinetts Kielsen III verließ Henrik Fleischer im Mai 2018 die Partii Naleraq und wechselte zur Siumut. Da beide Parteien Teil der Regierung sind, blieb deren Einpersonenmehrheit erhalten. Im Februar 2020 erklärte der Fischereiausschuss, dessen Vorsitz Henrik Fleischer innehatte, dem zugehörigen Minister und Parteikollegen Jens Immanuelsen das Missvertrauen. Daraufhin wurde Henrik Fleischer am 23. Februar aus der Siumut geworfen, womit die Minderheitsregierung des Kabinetts Kielsen V wieder nur noch eine Einpersonenmehrheit hatte. Nur zwei Tage später wurde er begnadigt und wieder in die Partei aufgenommen.
Bei der Kommunalwahl 2021 kandidierte er wieder in der Qeqqata Kommunia, erhielt aber nur noch 36 Stimmen und verpasste damit deutlich einen Sitz im Kommunalrat. Auch bei der Parlamentswahl am selben Tag konnte er nur 59 Stimmen erhalten und schied aus dem Inatsisartut aus.
Im März 2023 gab er die Gründung einer neuen Partei namens Qulleq bekannt, die als primäres Ziel die grönländische Unabhängigkeit angibt. Er trat als Vizeparteivorsitzender bei der Parlamentswahl 2025 an, allerdings konnte die Partei kein Mandat erringen. Auch bei der Kommunalwahl 2025 scheiterte er in der Qeqqata Kommunia.